# Christian Haynes
Christian Haynes (Bowie, 13 aprile 2000) è un giocatore di football americano statunitense che milita nel ruolo di guardia per i Seattle Seahawks della National Football League (NFL).

## Carriera universitaria
Haynes giocò a football a UConn dal 2018 al 2023. Dopo avere disputato due partite nella sua prima stagione, Haynes disputò 49 gare consecutive come titolare nelle successive cinque stagioni per UConn. Fu premiato come All-American nel 2022 e nel 2023.

## Carriera professionistica

### Seattle Seahawks
Haynes fu scelto nel corso del terzo giro (81º assoluto) del Draft NFL 2024 dai Seattle Seahawks. Debuttò come professionista subentrando nella gara del primo turno vinta contro i Denver Broncos. La sua stagione da rookie si chiuse con 16 presenze, nessuna delle quali come titolare.

## Vita privata
È il fratello minore del defensive end della NFL Marcus Haynes.